# Phoebe bournei
Phoebe bournei là một loài thực vật thuộc họ Lauraceae. Đây là loài đặc hữu của Trung Quốc. Chúng hiện đang bị đe dọa vì mất môi trường sống.